# دهه ۱۰۷۰ (پیش از میلاد)
دهه ۱۰۷۰ (پیش از میلاد) صد و هفتمین دهه قبل از مبدا شروع تقویم میلادی است.